# Пушкинский юбилей 1937 года

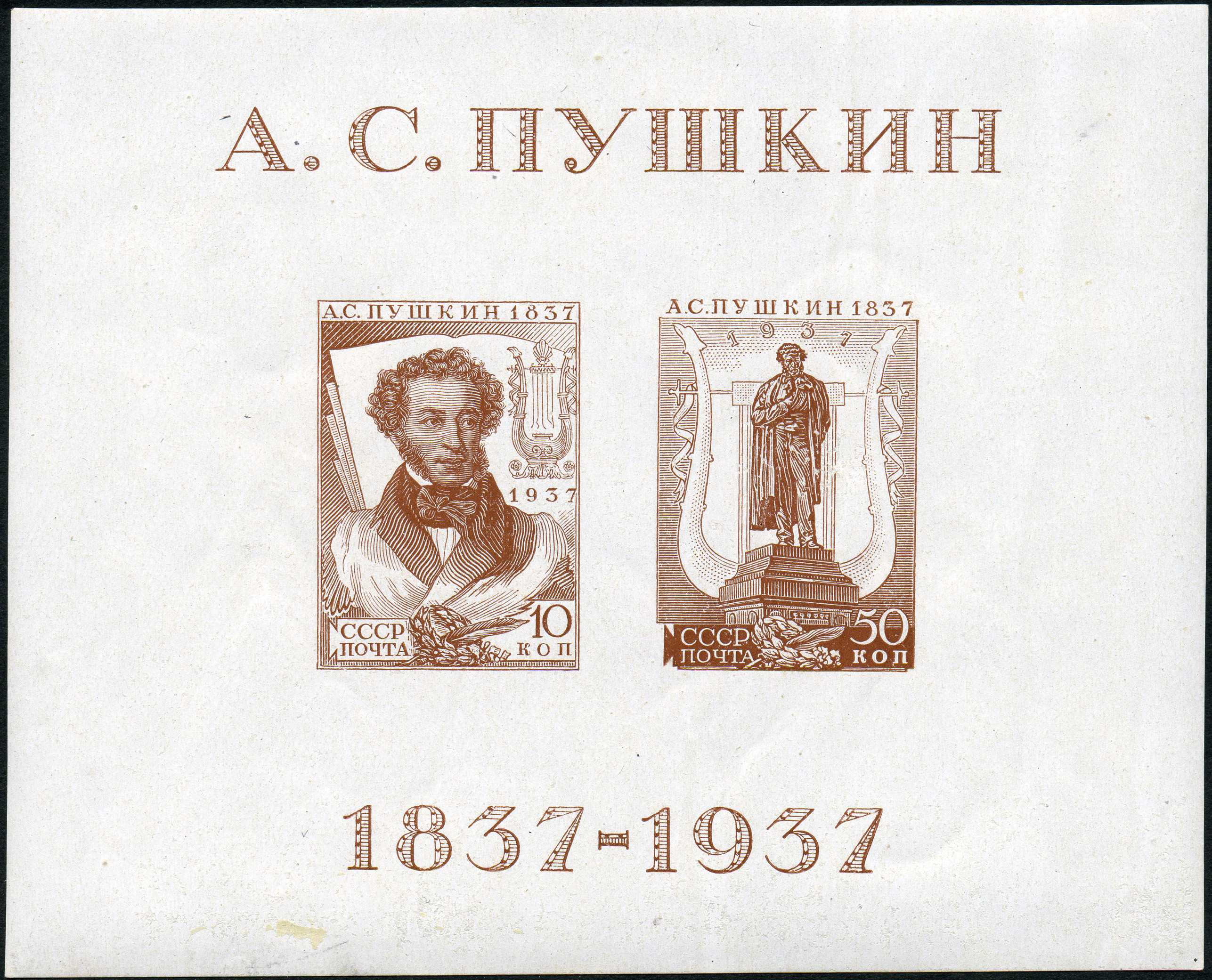
Советская почтовая марка, посвящённая столетию со дня смерти А.С.Пушкина

Пушкинский юбилей 1937 года — серия торжественных мероприятий, проведённых в СССР и за рубежом, посвящённых 100-летию со дня смерти Александра Сергеевича Пушкина. Торжества были отмечены выходом многочисленных изданий поэта, а также научных трудов, посвящённых его творчеству. Во многих городах Советского Союза были возведены памятники Пушкину, в том числе — обелиск на месте дуэли на Чёрной Речке.

## В СССР

### Подготовка проведения юбилея
Первые предложения о проведении юбилейных торжеств в год столетия смерти Пушкина поступили из круга учёных-литературоведов в 1933 году. В это время полным ходом шло обсуждение и планирование издания нового полного академического собрания сочинений поэта. В 1933 году Пушкинская комиссия Академии наук СССР была реорганизована и слита в единый коллектив с Институтом русской литературы (Пушкинским Домом). В это же время пушкинисты получили в своё распоряжение пушкинское родовое имение в Михайловском, квартиру поэта на Мойке, шла работа по консолидации рукописного наследия и сохранившихся документов в едином архиве. Идеи пушкинистов были подхвачены опальным партийным функционером Львом Каменевым, в 1933 году возглавившим известное издательство «Academia», а также — Институт литературы в Москве. В своей докладной записке Каменев писал: 

Партия и правительство могут и должны взять в свои руки проведение этих поминок: это диктуется и значением Пушкина, как основоположника новой русской литературы и непревзойдённого за сто лет поэта и задачами советской власти, как руководительницы культурной революции…
Каменев ссылался на опыт торжеств по случаю столетия со дня смерти Гёте, проведённых в 1932 году в Германии. Там юбилейный комитет возглавил рейхспрезидент Гинденбург. Предложение Каменева было одобрено ЦИКом СССР 27 августа 1934 года, к отбору членов юбилейного Пушкинского комитета подключилось Политбюро во главе с самим Сталиным. Каменева назначили председателем рабочей группы по планированию юбилейных мероприятий. Первое заседание рабочей группы было назначено на конец декабря, но оно не состоялось по причине ареста Каменева 16 декабря в ходе начавшихся репрессий после убийства Кирова. Арест партийного функционера, первым поддержавшего идею юбилейных торжеств, почти на год прервал организационные мероприятия со стороны государства, но подготовка со стороны академических кругов уже шла полным ходом. В частности, в первой половине 1935 года развернулось планирование школьных мероприятий, были заказаны «юбилейные» пьесы Булгакова и Вересаева, большая комплексная монография Кирпотина, предложения на участие в проектировании памятников поэту получили видные скульпторы.
Постановлением ВЦИК СССР от 16 декабря 1935 года был учреждён Всесоюзный Пушкинский комитет под председательством Максима Горького, задачей которого стали организация и руководство мероприятиями по увековечению памяти Александра Сергеевича Пушкина и популяризации его творчества. Подобные комитеты были созданы также во всех союзных республиках, а также краях, областях, городах, институтах и школах (одна из центральных газет сообщала предписание секретарям райкомов подготовить торжества «под личной ответственностью», а в «кружки пушкинистов» набрать людей, «которые, при несомненной преданности и верности делу партии, читали и Пушкина, и о Пушкине»). В состав Всесоюзного комитета были включены высшие партийные и государственные чиновники — Ворошилов, Куйбышев, Жданов, Енукидзе, Бубнов. В Академии наук СССР подготовку юбилейных мероприятий вела Пушкинская комиссия под председательством академика А. С. Орлова. Заместителем был назначен Ю. Г. Оксман, в состав комиссии входили М. П. Алексеев, Д. Д. Благой, С. М. Бонди, В. В. Вересаев, Г. О. Винокур, В. В. Гиппиус, Л. П. Гроссман, В. М. Жирмунский, Т. Г. Зенгер, Н. К. Козмин, А. И. Малеин, Л. Б. Модзалевский, Н. К. Пиксанов, А. Л. Слонимский, Б. В. Томашевский, Ю. Н. Тынянов, А. М. Эфрос, Д. П. Якубович. Отдельно был создан московский филиал комиссии во главе с академиками М. Н. Розановым, М. А. Цявловским и Н. Ф. Бельчиковым.
Недолгий срок работы Каменева во главе рабочей группы по подготовке юбилея оказался довольно плодотворным. Партийные функционеры, в частности — нарком просвещения Бубнов, не стали отменять предварительные разработки, исходившие от Каменева. Так, Каменев успел составить совместно с Пушкинской комиссией АН предварительный план мероприятий в юбилейный год. Предполагалось заказать биографию Пушкина, для чего объявить творческий конкурс. Ввести статус памятных мест для имения в Михайловском, места дуэли, квартиры на Мойке. Предполагалось возведение новых памятников поэту, в первую очередь — в Ленинграде и в Москве (перед новым Институтом литературы). В список вошли также всесоюзные музейные выставки предметов и документов, связанных с Пушкиным, а также посвящённых ему произведений искусства. Не была оставлена и идея соперничества с мировыми державами в области культуры. В умах партийных функционеров СССР, ставший в авангарде мировой истории, должен был стать и «правообладателем» всей мировой культуры. Гёте и Шекспир были достоянием мировой культуры и символами национальной литературы своих стран. Пушкин должен был стать в один ряд с ними — в записке Каменева он назван «основоположником», в постановлении ЦИКа — «родоначальником» современной русской литературы. Эпоха революционного «иконоборчества» завершилась, и хотя также на всесоюзном уровне были отмечены памятные даты Шевченко, Руставели, но в новом советском пантеоне именно Пушкину было назначено место национального поэта всего СССР.

### Торжественные мероприятия

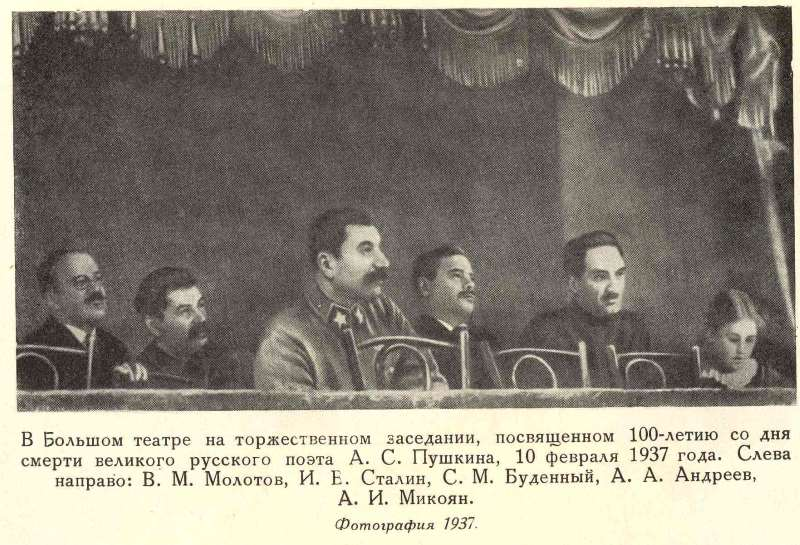
Сталин на торжественном заседании в Большом театре

10 февраля 1937 года днём у памятника Пушкину в Москве в честь юбилея был проведён многотысячный митинг. К митингу было приурочено открытие обновлённой записи на постаменте — была возвращена строка из стихотворения «Памятник»: «Что в мой жестокий век восславил я свободу». Праздничным оформлением Пушкинской площади руководил художник Е. М. Мандельберг, в качестве доминанты выступал гигантский портрет Пушкина, читающего стихи, закреплённый на здании Страстного монастыря. Торжественные митинги, собрания, конференции, спектакли, концерты и вечера были проведены в этот день в многих городах СССР.
Главным официальным мероприятием юбилея стало торжественное вечернее заседание в Большом театре в Москве 10 февраля 1937 года, в котором приняли участие все руководители СССР во главе со Сталиным. Заседание транслировалось по радио на всю страну. Площадь и здания Большого, Малого и Центрального детского театров были оформлены в едином ключе с гигантскими панно на них и применением иллюминации. Проектом оформления руководил театральный художник Ф. Ф. Федоровский.
В Ленинграде торжественные заседания были проведены 10 февраля в музее — последней квартире Пушкина на Набережной р. Мойки, дом 12 и 11 февраля в Театре имени Кирова. 10 февраля был проведён также многотысячный митинг на Биржевой площади, переименованной в дни юбилея в Пушкинскую, в ходе которого прошла церемония закладки камня на месте будущего памятника поэту. Помимо первых партийных руководителей с речами в ходе торжественных собраний и митинга выступили писатели Николай Тихонов, Константин Федин, Юрий Тынянов, академик Орбели, народный артист Борис Бабочкин, ученики ленинградских школ.

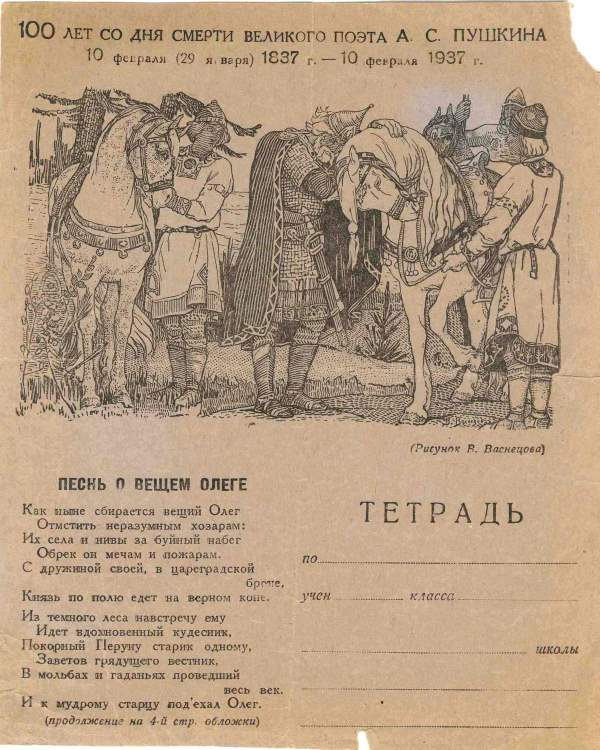
Школьная тетрадь с иллюстрацией поэмы «Песнь о Вещем Олеге»

Пушкинские митинги и торжественные заседания, концерты и вечера поэзии были проведены в дни юбилея во многих городах Советского Союза и в каждом высшем и среднем учебном заведении, в театрах, предприятиях, воинских частях. Большой популярностью пользовались карнавалы на темы произведений Пушкина. В структуре Всесоюзного Пушкинского комитета была образована отдельная комиссия для проведения юбилея в начальных и средних школах. Во многих школах Москвы, Ленинграда, Нижнего Ломова, Уральска и других городов страны в расписание были введены специальные «пушкинские часы». Школьные библиотеки были пополнены большим количеством произведений Пушкина и посвящённых ему научных трудов, изданных в дни юбилея. Было отпечатано более 90 миллионов специально оформленных школьных тетрадей — с рисунками на сюжеты стихотворений и сказок Пушкина, текстами его стихотворений и отрывками из поэм. Повсеместно прошли конкурсы чтецов, конкурсы рисунков.
Особое внимание было уделено проведению торжественных мероприятий в мемориальных пушкинских местах: Михайловском, Тригорском, Болдине и других. В предшествующие юбилею дни в районных газетах из номера в номер публиковались статьи ведущих пушкиноведов Института литературы АН СССР. В день юбилея в Михайловском прошёл митинг, на который привезли 15 тысяч человек из ближайших районов. 18 февраля состоялось открытие Пушкинского музея в селе Михайловском. В Болдино прошли мероприятия по организации будущего музея поэта, провели реставрацию усадебного парка. Были построены новые школа и дом культуры, которым присвоили имя Пушкина.
Подобные торжественные мероприятия были проведены также и в других местах, связанных с именем поэта: в бывшем имении Гончаровых в Каменке, в поместье Вульфов в Бернове, в Оренбурге и станице Берды, в Гурзуфе в Крыму, в Грузии и многих других местах, которые посетил в своих путешествиях поэт. В станице Вёшенской на Дону организацией всех юбилейных мероприятий руководил Пушкинский комитет под руководством Михаила Шолохова.

### Научные конференции
13 февраля 1937 года в Москве начала работу Пушкинская сессия Академии Наук СССР, торжественно открытая президентом академии В. Л. Комаровым, напомнившим в речи, что в 1832 году Пушкин был избран членом Российской академии. От Всесоюзного Пушкинского комитета академиков приветствовал народный комиссар просвещения РСФСР Бубнов. В первый день работы были заслушаны доклад «Пушкин в истории русского общественного движения» П. И. Лебедева-Полянского и «Мировоззрение Пушкина» В. Я. Кирпотина. В последующие дни на сессии выступили ведущие пушкиноведы страны. М. Нечкина в своём докладе осветила взаимоотношения Пушкина и его друзей из круга декабристов, а также об изменениях в его мировоззрении в последующие годы. Н. Л. Бродский посвятил свой доклад роли французских энциклопедистов в формировании мировоззрения поэта. Профессор Цявловский сделал сообщение о текущей работе литературоведов по поиску, каталогизации и сохранению пушкинских рукописей и автографов. Свои доклады представили академик Орлов — «Пушкин — создатель русского литературного языка»; профессор В. А. Десницкий — «Пушкин как родоначальник новой русской литературы»; профессор Жирмунский и профессор Алексеев — «Пушкин и мировая литература». Один из дней сессии был посвящён влиянию Пушкина на литературу народов России, с докладами «Пушкин и тюркская литература» и «Пушкин и грузинская литература» выступили академики Самойлович и Орбели. Завершили Пушкинскую сессии Академии наук выступления академика Осинского и писателя Федина.
Свои Пушкинские сессии провели и национальные академии союзных республик: 6 февраля — белорусская Академия наук; 9 февраля — Академия наук Украинской ССР; 16 февраля — Грузинский филиал Академии наук СССР. 11 февраля на торжественное заседание собрались представители ленинградских академических учреждений и институтов. 22 февраля Пушкину был посвящён пленум правления Союза советских писателей, где выступили Н. С. Тихонов с докладом «Пушкин и советская поэзия», Ю. Н. Тынянов — с докладом «Проза Пушкина» и И. Альтман — с докладом «Драматургия Пушкина».

### Издания произведений Пушкина
Важнейшими мероприятиями юбилея были признаны многочисленные издания произведений А. С. Пушкина. Постановлением Совета Народных Комиссаров СССР от 30 декабря 1936 года полное академическое издание сочинений Пушкина в 16 томах включено отдельным мероприятием в планируемые торжества. Заведующим редакцией назначен видный большевик В. Д. Бонч-Бруевич. Готовились к выходу также 6-томные собрания изданий Гослитиздата и «Academia», отдельные произведения Пушкина, в том числе в переводах на многие национальные языки СССР, общий тираж изданных произведений Пушкина достиг 14 миллионов экземпляров. Была выпущена специальная иллюстрированная книжная серия, включавшая издания «Поэмы», «Сказки», «Евгений Онегин», «Драмы», «Повести Белкина», «Пиковая Дама» и «Дубровский», к работе над которой были привлечены художники Кибрик, Пахомов, Самохвалов, Тырса, Хижинский, Якобсон.
Включение полного собрания сочинений Пушкина в план юбилейных мероприятий сыграло злую шутку в отношении готовивших его пушкинистов. Когда в 1935 году был отпечатан первый пилотный том собрания (им был 7-й том, посвященный пушкинской драматургии), разразился скандал. Партийное руководство ожидало завершение издания, всех запланированных 16 томов, в год юбилея. Но оценив всю сложность в работе над научным аппаратом, который должен был сопровождать каждый том — текстологический и исторический комментарии, полный кодекс всех вариантов и редакций пушкинского текста и прочее, чиновники потребовали в целях ускорения работы выбросить из издания весь сопроводительный научный аппарат, составляющий основу сущности академического собрания сочинений. Пушкинисты готовы были к компромиссу — разделению издания на два параллельных: одного парадного — со сводом пушкинских текстов с вариантами и редакциями, второго — подлинно научного, снабжённого всеми запланированными комментариями. Но после ареста и осуждения одного из главных моторов подготовки издания и юбилейных торжеств Юлиана Оксмана, стало ясно, что дальнейшие возражения невозможны. Пришлось отозвать из печати 4 уже готовых тома и переработать остальные, снабдив их лишь краткими источниковедческими справками.
Помимо произведений Пушкина, к юбилею были также изданы документальный и художественный варианты биографии поэта — «Александр Сергеевич Пушкин» В. Я. Кирпотина и первые две части романа «Пушкин» Ю. Н. Тынянова. В дополнение к ним были изданы иллюстрированная хрестоматия «Пушкинские места» (вступительная статья Д. П. Якубовича, гравюры Л. Хижинского) и сборник «Пушкин в воспоминаниях и рассказах современников» (вступительная статья С. Я. Гессена), переизданы «Записки о Пушкине» И. И. Пущина (редакция, статья и примечания С. Штрайха), трагедия в стихах А. Глобы «Пушкин», том сочинений Белинского со статьями о Пушкине (под редакцией Н. Мордовченко). Среди научной Пушкинианы, в период подготовки к юбилею вышли сборники «Пушкин в русской поэзии», «Поэты пушкинской поры», «Проза пушкинской поры», два тома «Временника Пушкинской Комиссии» Академии наук СССР, описание рукописей Пушкина, хранящихся в Академии Наук СССР (составители Л. Б. Модзалевский и Б. В. Томашевский), «Пушкиниана» (1911—1917) (составитель А. Г. Фомин), работы Б. С. Мейлаха «Пушкин и русский романтизм», В. Голубева «Пушкин в изображении Репина».

### Мемориальные мероприятия
Февральским постановлением ЦИК СССР имя Пушкина было присвоено Государственному музею изобразительных искусств в Москве, были переименованы в Пушкинские улица Большая Дмитровка и Нескучная набережная в Москве и Биржевая площадь в Ленинграде, Детское (бывшее Царское) Село было переименовано в город Пушкин. Кроме столичных, имя Пушкина получили десятки улиц и площадей, вновь выстроенных кинотеатров, парков культуры и отдыха в Перми, Иваново, Челябинске и многих других больших и малых городах всего Советского Союза.
В день дуэли 8 февраля 1937 года на месте дуэли Пушкина на Чёрной речке состоялось открытие гранитного обелиска (архитектор Е. И. Катонин) с бронзовым барельефом поэта работы М. Манизера. На обелиске были помещены надписи: «Место дуэли А. С. Пушкина 26/V—1799 — 29/I—1837» и «Сооружен в 1937 году».
Одним из главных мероприятий юбилея должно было стать сооружение нового памятника поэту в Ленинграде. Свои проекты будущего памятника было предложено представить скульпторам Б. Королеву, В. Лишеву, М. Манизеру, С. Меркурову, В. Синайскому, И. Чайкову, И. Шадру, Л. Шервуду. Много споров вызвал вопрос о месте будущего монумента. Архитектурное окружение будущего памятника, в свою очередь, должно было повлиять на его характер. Среди предложенных вариантов места будущего памятника были названы сквер у Академии художеств, площадь перед Русским музеем, одна из набережных Невы, площадь перед зданием Биржи на Стрелке Васильевского острова. Юбилейный пушкинский комитет изначально отдавал предпочтение скверу у Академии художеств, но затем возобладало мнение в пользу площади перед Биржей. 10 февраля, в день празднования юбилея, в Ленинграде была произведена торжественная закладка камня. Памятник должен был быть обращен к Неве, предполагалось, что он будет не ниже окружающих его Ростральных колонн. Однако в ходе двух конкурсов — осенью 1937 года и в конце 1938 года замысел памятника на площади у Биржи (в ходе юбилея ставшей Пушкинской) так и не воплотился в реальный проект. Признанный лучшим проект Шадра был взят за основу уже после войны при возведении памятника Аникушина в 1957 году.
К юбилею были завершены реставрационные работы в музее — последней квартире поэта на Мойке, 12. Был восстановлен прежний архитектурный облик квартиры, реставрационными работами руководил комитет в составе директора музея Б. В. Шапошникова, художников-архитекторов Б. А. Альмедингена, Е. И. Катонина, Н. Е. Лансере, К. К. Романова. Основой для проекта реставрации послужил план квартиры, зарисованный Жуковским в последние дни жизни Пушкина, и договор на квартиру, заключенный Пушкиным осенью 1836 года с управляющим домом. Позднее, при содействии директора Эрмитажа Орбели музею был передан диван, на котором скончался Пушкин. Открытие обновлённого музея состоялось 10 февраля 1937 года. В церемонии открытия принял участие квартет имени Глазунова.

### Музейные выставки
16 февраля 1937 года в Государственном историческом музее в Москве была торжественно открыта Всесоюзная Пушкинская выставка, в организации которой принимали участие крупнейшие историки и пушкиноведы — Тарле, Цявловский, Бонди и другие. Экспонаты для выставки были представлены Третьяковской галереей и Музеем изобразительных искусств, Русским музеем, а также ведущими библиотеками страны и Центрархивом. Под выставку был выделен полностью весь второй этаж Исторического музея — 17 залов были разделены на три раздела, посвящённых жизни поэта, а также памяти и изучению его творчества в дореволюционный и советский периоды. Среди экспонатов выставки, посвящённых детским и юношеским годам Пушкина были представлены подлинная метрическая книга церкви Воскресения в Москве с записями о его рождении и крещении, портреты предков поэта, его детский акварельный портрет работы неизвестного художника, а также детские портреты его брата и сестры Л. С. Пушкина и О. С. Пушкиной, виды Москвы времён детства Пушкина, книги его детской библиотеки. Лицейский период был представлен портретами, рисунками и карикатурами лицеистов, прижизненными портретами преподавателей лицея, а также картиной Ильи Репина «Пушкин на лицейском экзамене в 1815 году». В зале, посвящённом петербургским годам по выходу из Лицея, были размещены портреты участников литературных обществ «Арзамас», «Беседы любителей русского слова» и «Зелёная Лампа», переписка и эпиграммы Пушкина на старших коллег по литературному цеху. Годы южной ссылки были представлены автографами Пушкина с эпиграммами на Александра I, Аракчеева, подлинным «Делом об отправлении коллежского секретаря Александра Пушкина к главному попечителю колонистов южного края России генералу-лейтенанту Инзову». Документы и переписку Пушкина с членами тайных обществ сопровождали прижизненные портреты декабристов Бестужева-Марлинского, Рылеева, Пущина, Кюхельбекера, Одоевского. В следующих залах были представлены творчество и странствия Пушкина в 1826—1829 годах, его автографы и первые издания его произведений, портреты Пушкина работы Тропинина и Кипренского. Отдельный зал был целиком посвящён Болдинской осени 1830 года. Семейную жизнь и зрелые годы илююстрировали портреты Н. Н. Гончаровой, её родителей и родственников, Ф. И. Толстого-Американца, П. В. Нащокина, портреты петербургских друзей этого периода, экспонаты, связанные с работой над «Историей Пугачева», «Капитанской дочкой» и «Историей Петра I», последние прижизненные портреты Пушкина — гравюра Райта (1836), портрет работы Линёва (1836), бюсты работы Витали (1837) и Гальберга (1837). В зале, посвящённом дуэли с Дантесом, были представлены один из подлинников анонимного пасквиля, полученного Пушкиным, подлинник письма с вызовом Геккерну и записка Данзаса и д’Аршиака с условиями дуэли c Дантесом, подлинные бюллетени Жуковского о состоянии раненого Пушкина, картины, рисунки и литографии Козлова, Жуковского, Бруни, гипсовая посмертная маска Пушкина работы Гальберга. Экспонаты последующих залов сопровождали иллюстрации к сочинениям Пушкина крупнейших русских художников — Фёдорова, Трутовского, Архипова, Перова, Репина, Коровина, Нестерова, Билибина, Кустодиева, Серова, Бенуа, Малютина, Врубеля и многих других. Была представлена полная коллекция изданий полных собраний сочинений Пушкина и отдельных его произведений в до- и после-революционный периоды, зарубежные издания и книги на языках народов СССР, портреты Пушкина работы А. Герасимова, С. Герасимова, П. Ульянова, изделия мастеров Палеха, Богородского, а также детские рисунки.
22 февраля Пушкинская юбилейная выставка была открыта в Ленинграде, для экспонатов которой были задействованы архивы Пушкинского Дома, Эрмитажа, Русского музея, других музеев города, а также Публичной библиотеки имени Салтыкова-Щедрина. Экспонаты выставки были размещены в 19 залах Эрмитажа. В разделе «Жизнь и творчество Пушкина» были представлены подлинники рукописей поэта, его рисунки, книги его библиотеки и прижизненные издания его произведений. В залах, посвящённых детству и юности Пушкина посетители могли увидеть портреты его родителей, а также известных его предков — Абрама Петровича и Ивана Абрамовича Ганнибалов, людей, непосредственно связанных с этапами биографии Пушкина — директора Лицея В. Ф. Малиновского, писателей Г. Р. Державина, Н. М. Карамзина, К. Н. Батюшкова, картины начала XIX века с видами Москвы и Царского Села, рисунки товарищей Пушкина по Лицею. В залах, посвящённых началу литературной деятельности Пушкина были представлены прижизненные портреты участников литературных сообществ «Беседа», «Арзамас», «Зеленая лампа», гравюры и рисунки с видами мест южной ссылки — Кавказа, Крыма, Кишинева, Одессы, портреты Н. Н. Раевского, графини Е. К. Воронцовой. События 14 декабря были представлены картинами художника В. Тимма «Сенатская площадь 14 декабря 1825 года» и картиной неизвестного художника «Развод караулов Московского лейб-гвардии полка». Отдельный зал был посвящен деятельности поэта в качестве издателя журнала «Современник». В зале, посвящённом дуэли и смерти поэта, были размещены портреты представителей светского Петербурга тех лет, включая портреты Пушкиной работы Гау, портреты Николая I, Бенкендорфа, Дубельта и других, а также картины А. Наумова и П. Соколова «Дуэль Пушкина». В особом разделе «Пушкин в изобразительном искусстве» были представлены картины и графика русских художников, иллюстрировавших произведения Пушкина, включая П. П. Соколова, М. Микешина, М. А. Шишкова, Врубеля, Бенуа, работы художников Мариинского и Александринского театра. Организацией выставки и подбором экспонатов занимались известные пушкинисты М. П. Алексеев, Б. П. Городецкий, Г. А. Гуковский и многие другие работники ленинградских научных заведений и Эрмитажа.

### Юбилейная пушкиниана в живописи и прикладном искусстве

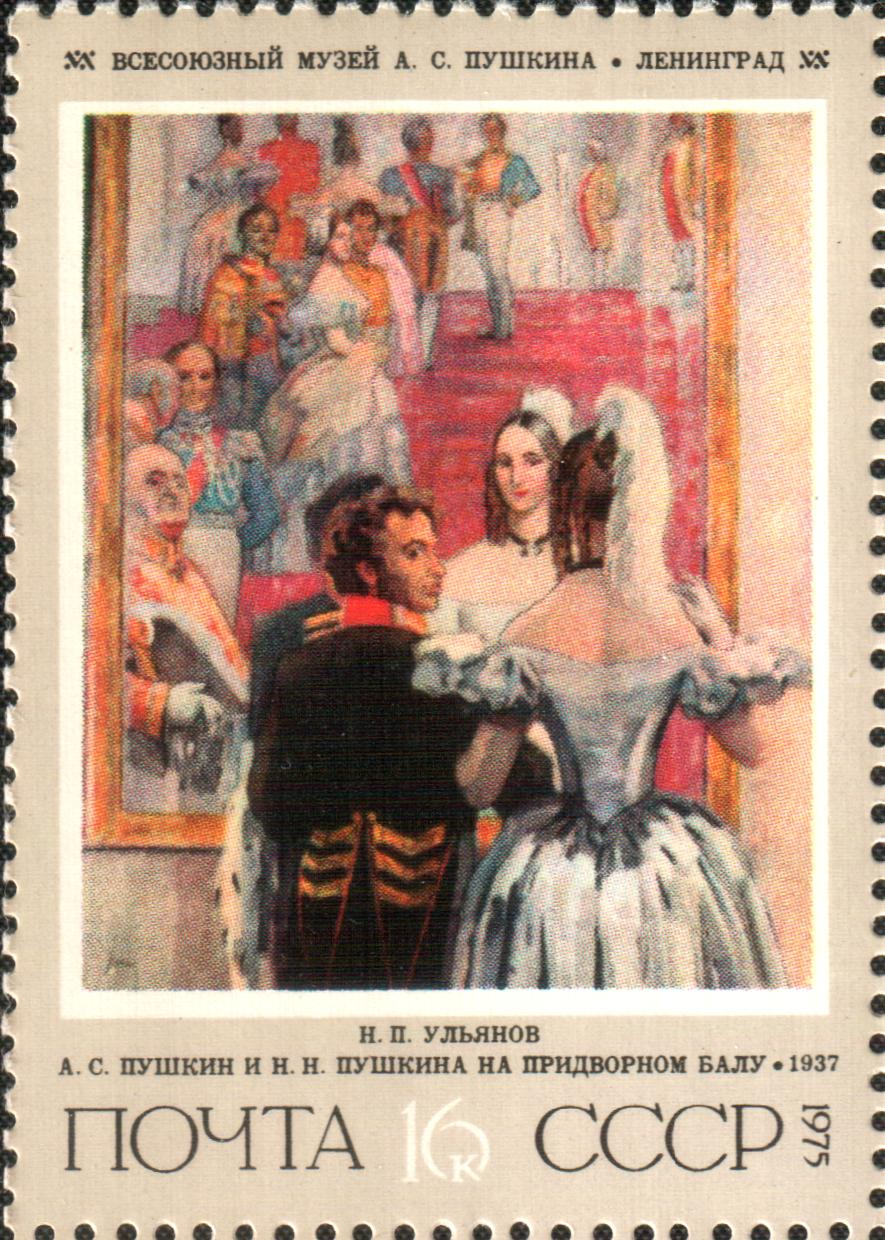
Н. П. Ульянов. А. С. Пушкин и Н. Н. Пушкина на придворном балу. 1937

В рамках мемориальных мероприятий в период подготовки к юбилею и в юбилейном 1937 году большое количество художников Москвы, Ленинграда, других городов России и союзных республик с энтузиазмом взялись за пушкинскую тему. Портреты Пушкина представили К. С. Петров-Водкин, И. И. Бродский, Н. П. Ульянов, М. С. Сарьян, Б. В. Иогансон и многие другие. Союз советских художников объявил конкурс, на котором было представлено 208 работ художников со всей страны и в различных жанрах — графика, живопись, скульптура. По результатам конкурса первая премия не была присуждена никому, вторые премии присуждены художникам Фёдорову («Похороны Пушкина»), В. Горбову («Дуэль») и Павлову (офорт «Пушкин в книжной лавке Смирдина»). Третьи премии присуждены художникам Н. К. Шведе-Радловой и В. А. Звереву за портреты Пушкина и скульптору Н. Я. Данько за фарфоровую статуэтку «Пушкин на диване».
В противовес царившей общей тенденции представления Пушкина жизнерадостным любимцем муз, художники часто обращались к трагическим нотам его биографии. Художник Соколов-Скаля выбрал для своей картины эпизод из воспоминаний поэта о поездке в Арзрум. На картине Пушкин, потрясённый от осознания, что в повозке лежит тело убитого Грибоедова, резко контрастирует с равнодушием солдата, которому поручено сопровождать тело. Не менее драматична встреча поэта со своим будущим убийцей на картине Р. К. Савицкого «Встреча Пушкина, Натальи Николаевны и Дантеса в Летнем саду». Безмятежность Натальи Николаевны контрастирует с напряжённой от гнева фигурой её супруга. Ещё более удачно передал этот контраст Николай Ульянов на своём ставшем знаменитым полотне, изображавшем приезд четы Пушкиных на придворный бал. Зрителям очевиден конфликт поэта с надменными представителями «света», но безмятежная Натали не понимает, что ведущая вверх лестница, отражающаяся в зеркале символизирует путь её супруга к Чёрной речке.
Большие споры и активное неприятие вызвал портрет Пушкина работы Надежды Шведе-Радловой. В попытке передать бодрость и жизнерадостность Александра Сергеевича, художница, по мнению многих критиков-современников оказалась на грани кича. В своей книге, посвящённой событиям пушкинского юбилея Джонатан Платт возражает этим критикам — по его мнению, художнице удалось запечатлеть краткий миг, в котором Пушкин будто бы позирует, подобно тому, как в 21-м веке люди позируют снимающему их фотографу. И в это самое запечатлённое мгновение зрители перемещаются во времени и смеются вместе с Пушкиным, а Пушкин перемещается в современность и заразительно улыбается, стоя среди нас.

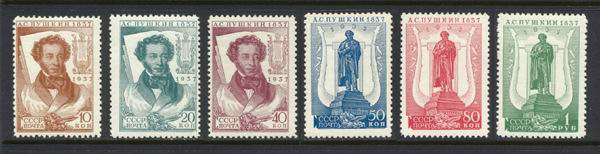
Серия почтовых марок СССР к 100-летию со дня смерти Пушкина. 1937 год

Ещё одним мероприятием Пушкинского юбилея стал выпуск серии почтовых марок, подготовка которой была поручена художнику В. В. Завьялову в 1935 году. Изначально Завьялов планировал создать серию марок с изображением событий биографии поэта. Были подготовлены и предложены 6 гравюр: портрет юного Пушкина по гравюре Гейтмана (1822); Пушкин среди декабристов по рисунку Кардовского (1934); Пушкин, Пущин и Арина Родионовна по картине Ге; портрет по гравюре Томаса Райта; дуэль с Дантесом по картине Наумова (1885); изображение памятника в Москве. Государственной комиссией были выбраны лишь два из шести представленных сюжетов — с портретом Пушкина по гравюре Райта и с памятником работы Опекушина. Пушкинская серия вышла в 1937 году и с тех пор пользуется популярностью у филателистов.
Среди прочих событий Пушкинского юбилея — первый выпуск фабрикой «Красный Октябрь» шоколада марки «Сказки Пушкина», с тех пор остающийся в их торговой линейке. В сериях советских новогодних игрушек для вновь разрешённых в Советском Союзе ёлок также появились персонажи пушкинских сказок — золотая рыбка, белочка, грызущая орешки, богатыри. Впрочем, юбилейная пушкиномания не была коммунистическим изобретением. Впервые «Пушкинские» шоколад, папиросы и прочие продукты стали популярными ещё в 1880 году, после открытия памятника поэту в Москве

### Юбилей 1937 года в оценках современников и потомков
Многими исследователями советской эпохи грандиозное празднование не самой очевидной пушкинской даты — столетия со дня смерти, оценивается в рамках общего имперского сталинского поворота в политике государства. В рамках этой политики Пушкин, ещё несколько лет назад свергаемый пролетарскими поэтами с пьедестала на свалку истории, вновь был возведён в ранг кумиров. При этом коммунистические идеологи поставили задачу представить поэта в качестве идейного врага царизма и «союзника» большевиков, окончательно кристаллизовав это в юбилейной редакционной правдинской статье: 

Прошло 100 лет с тех пор, как рукой иноземного аристократического прохвоста, наемника царизма, был застрелен величайший русский поэт. Пушкин целиком наш, советский, ибо советская власть унаследовала все, что есть лучшего в нашем народе. В конечном счете, творчество Пушкина слилось с Октябрьской социалистической революцией, как река вливается в океан— Газета "Правда", 10 февраля 1937 года
Задачу «опролетаривания» Пушкина для сближения его с народом ярко сформулировал Максим Горький: «Мы должны уметь отделить от него то, что в нём случайно, то, что объясняется условиями времени и личными унаследованными качествами — всё дворянское, всё временное — это не наше и чуждо нам…» Перед советским литературоведением была поставлена задача нового истолкования пушкинского творчества, которое должно использовать его в новых идеологических условиях. Комсомольский лидер Косарев призвал Пушкина в ряды строителей нового мира: «Он больше наш современник, чем был современником своему поколению». Поэт буквально материализовался в партийной лексике и вставал на партийных трибунах рядом со Сталиным и другими вождями — «всей Советской страною ты вождём поэтов признан…», «великий», «гений», «слава», «гордость».
В подавляющем большинстве юбилейных публикаций, посвящённых Пушкину, он был представлен невероятно жизнерадостным, что должно было связать его с революционным задором и энтузиазмом масс в строительстве нового светлого общества. «Байрон был певцом европейской ночи, певцом скорби! Пушкин был певцом ясного утра, певцом торжествующей жизни…» — писал пролетарский поэт Джек Алтаузен. Во многих публицистических статьях Пушкин оживал и напрямую обращался к современникам: «…и сам Пушкин, бесконечно живой и близкий сердцу, радостный и вездесущий: и за столом избы-читальни с колхозными ребятишками… и в кресле против склонившегося над фолиантом седого академика…» В рассказе писателя Геннадия Гора, бывшего в поездке на Сахалине, дети нивхи рисовали в пушкинские дни поэта-охотника, вместе с ними убивавшего нерпу, идущего на лыжах, с таким же широким улыбающимся лицом, как у них. Одной из самых популярных тем была воображаемая встреча поэта с самим Сталиным:

О если б миг такой настал,

(Мечта безумная, мелькни!)

И ты негаданно восстал,

Вошёл бы в сталинские дни ‹…›

С какой бы лаской Вождь позвал

тебя в просторный зал Кремля,

Как нежно бы поцеловал,

тебе с участием внемля…

 (Наири Зарьян)
Юбилейные мероприятия позволили ознакомиться с творчеством Пушкина миллионам людей, томики произведений поэта появились почти в каждой семье. Вересаев в одной из юбилейных статей в газете «Известия» так попытался сформулировать современное отношение государства к ранее отрицаемой эстетике: «Современный стахановец на деле доказывает великий свой энтузиазм и любовь к социалистическому строительству. Однако он при этом не считает зазорным купить себе никелированную кровать… Он хочет жить полно, всеми духовными и телесными радостями. И он восторженно любит Пушкина». Но шумная кампания возведения Пушкина на новый коммунистический пьедестал с изрядной долей идеологической накачки не могла не привести к побочным результатам в виде анекдотов и городского фольклора. Один из анекдотов рассказывал о завершении конкурса проектов памятника поэту, в котором вариант «Сталин читает Пушкина» уступил первое место варианту «Пушкин читает труды Сталина». По воспоминаниям Виктора Шкловского, в ходе карнавала в Михайловском в юбилейные дни вслед за Татьяной Лариной, богатырями и царевной-лебедью в кибитке проезжал Емельян Пугачёв с орденской лентой через плечо, а за ними на тачанке — Чапаев и Петька. Удивлённый Шкловский поинтересовался у устроителей о причине появления Чапаева — «А для нас это всё одно, — ответил мне колхозник». Михаил Булгаков в романе «Мастер и Маргарита» «заставил» несознательных граждан сдавать валюту после чтения им сцен из «Скупого рыцаря». Имя Пушкина входит в повседневную речь: «А за квартиру Пушкин платить будет? Лампочку на лестнице, стало быть, Пушкин вывинтил?» Наиболее ярко высмеял пушкинский бюрократический юбилейный раж Михаил Зощенко, в рассказе, написанном в юбилейном году:

С чувством гордости хочется отметить, что в эти дни наш дом не плетётся в хвосте событий. Нами, во-первых, приобретён за 6 р. 50 коп. однотомник Пушкина для всеобщего пользования. Во-вторых, гипсовый бюст великого поэта установлен в конторе жакта, что, в свою, очередь, пусть напоминает неаккуратным плательщикам о невзносе квартплаты…— М. Зощенко «Первая речь о Пушкине», 1937 год
Многими поздними исследователями и комментаторами отмечалась странная и страшная рифма между пушкинским юбилеем и 1937 годом, годом пика сталинских репрессий. Зловещим символом остался факт, что заключенных, прибывающих в лагерь на Соловки, встречал лозунг «Здравствуй, племя младое, незнакомое!» Одним из возведенных в юбилейный год памятников Пушкину стала фигура поэта с книгой в руках в посёлке Чибью близ Ухты авторства Николая Бруни, в те годы — заключённого Ухтпечлага. Через год автор памятника был расстрелян, но монумент пережил своего создателя и был реставрирован в 1999 году, в год 200-летия Пушкина, скульптором Амбрюлявичусом.
В обстановке рвения в поиске врагов и страха не обходилось и без абсолютно курьёзных случаев. 19 декабря школам и торговым точкам было предписано срочно «изъять тетради, имеющие на обложке следующие снимки: 1. Песнь о Вещем Олеге, 2. У Лукоморья дуб зелёный, 3. Портрет Пушкина, 4. „У моря“ с картины Айвазовского и Репина». На школьных собраниях это объясняли «идеологическими диверсиями» художников (которых репрессировали), потому что цензоры Главлита в духе времени разглядели на рисунках несуществующие «контрреволюционные» намёки «гнусных троцкистских бандитов». После этого началась моральная паника и уничтожение тетрадных обложек некоторых других серий без приказа сверху. Позже некая часть русских эмигрантов аналогично ложно объясняла подобное скрытым сопротивлением властям.

## В русской эмиграции
На Западе русская эмиграция, считавшая себя «Россией вне России», осознавала «приобщение Запада к постижению гениальности Пушкина как свой долг» и стремилась доказать, что Пушкин не только ее «национальный гений, но и русский гений всечеловечества...». Юбилейные мероприятия стали широко обсуждать задолго до памятной даты как в Советском Союзе, так и за рубежом.

### Чехословакия
В 1922 году Союз писателей и журналистов в Чехословакии организовал первый вечер, посвященный А. С. Пушкину.

### Франция
В середине 1934 года в Париже, как «центре скопления русских интеллектуальных сил», для устроения будущих торжеств сформировали «Пушкинский комитет» который в значительной степени скоординировал организацию местных комитетов, число которых достигло 166. В результате празднования прошли в 231 городе 42 государств во всех пяти частях света. Три четверти было в Европе — 170 городов (24 страны), в Америке — 28 (6), Азии — 14 (8), Африке — 5 (3), Австралии — 4 города. Кроме того, менее масштабные чествования устраивали и многие другие организации. При этом СССР по дипломатическим каналам пытался помешать части мероприятий.

### Эстония
В 1937 году в Нарве и Ивангороде(как районе города Нарва) прошёл первый Русский певческий праздник(см.также Эстонский праздник песни), посвящённый 100-летию со дня рождения А.С.Пушкина. В празднике участвовали все русские общественные организации Эстонии. Выступления хоров, солистов и оркестров состоялись в Нарвском общественном собрании, в клуб «Гармония», в Ивангородском пожарном обществе, в Народном доме на Суконной мануфактуре. На празднике присутствовало более 15000 зрителей. В празднике участвовало 70 хоров, 13 оркестров из Эстонии, Латвии и Финляндии.
Практическая работа по организации всегосударственного праздника началась с сентября 1936 года, когда в Нарвском русском общественном собрании состоялось заседание нарвской русской общественности. На заседании был создан общественный комитет во главе с А. Е. Осиповым, являвшимся членом Национального Собрания Эстонской Республики и нарвским городским советником. Идею всегосударственного русского Певческого праздника поддержал президент республики Константин Пятс, а также нарвский городской голова И. Луст. В Таллинне, Тарту, Печорах, а также в Хельсинки создавались комитеты содействия.